# Wide Open Cage
Wide Open Cage est un groupe d'electro français. Ils comptent deux albums à leur actif, Coax, sorti en 2000, et Woebegone Lullabies, sorti en 2003.

## Biographie
Wide Open Cage est formé en 1993. Pendant son existence, le groupe se compose de Silvère, le fondateur, aux échantillonneurs, de François qui s'occupe de l'équalisation, et de Franck qui s'occupe de la mise en image du son des Wide Open Cage. Ils sortent une première cassette audio auto-produite, Outbreak, en 1993. Le groupe est d'abord considéré hardcore avant de virer techno en 1999 avec un single éponyme.
En mars 2000, le groupe sort son premier album studio, Coax, qui plus orienté vers un public « rave et techno ». Leur chanson After sert de musique d'ambiance pour le film La Reine des damnés (2002) et à Sweet 16 de Ken Loach.
En 2003, ils sortent leur deuxième album Woebegone Lullabies. Cette même année, ils réalisent entièrement la trame sonore du dernier clip publicitaire de la marque Johnnie Walker. 

## Discographie
- 1993 : Outbreak (cassette, autoproduction)
- 1998 : Untitled (EP, Polygram)
- 2000 : Coax (album)
- 2003 : Woebegone Lullabies (album)